# Van Diemen's Land Company
A Van Diemen's Land Company foi criada em 1824, recebeu um Decreto Real em 1825  e foi concedida 250.000 acres (1.000 km²) no noroeste da Tasmânia em 1826. A companhia era um grupo de mercantes de Londres que planejavam entrar para o ramo de cultivo de lã a fim de suprimir as necessidades da indústria têxtil britânica. A companhia estabeleceu seu quartel general em Circular Head, e ainda mantém grande parte da terra original concedida e acredita-se que seja a última companhia por decreto ainda operando.